# Голенищев-Кутузов, Дмитрий Иванович
Дмитрий Иванович Голенищев-Кутузов (1885 — 1938) — революционер, большевик, советский государственный деятель, репрессирован.

## Биография
Происходил из старинного дворянского рода.
Окончил Харьковскую 3-ю гимназию (1903) и юридический факультет Харьковского университета. В университете увлёкся революционным движением, оказался под постоянным надзором полиции, вскоре был осуждён и отправлен в ссылку в Сибирь. Находясь в ссылке глубоко изучил тему потребительской кооперации в России, впоследствии написал и опубликовал более двадцати тематических статей под псевдонимом — Дм. Илимский. 
В 1918 году вступил в ВКП(б), являлся членом правления Общества бывших политкаторжан и ссыльнопоселенцев (в 1924—1935 — Всесоюзное общество политкаторжан и ссыльнопоселенцев), членом правления Московского народного банка (1919—1920), Председателем правления Московского банка потребительской кооперации  (1921—1924). 
С 1925 года был переведён в Наркомат внешней торговли СССР. Был назначен торгпредом  СССР в Италии и  одновременно в Великобритании (1925—1926). Затем Руководитель ВАО «Интурист» СССР (1927—1931); Председатель общества «Далькрайплан» (1931—1933); Руководитель строительства Уссурийской железной дороги (1934); Заведующий отделом экономики в редакции газеты Известия (1934—1938).
В 1938 году был арестован, осуждён по сфабрикованному делу статья 58 (1-я категория),  расстрелян. Реабилитирован в 1957 году.